# 万福观音宫
万福观音宫是一座位于泰国春武里府岸世拉挽盛海边附近, 由Lokutthammaprathip基金会建立的道教寺庙，毗邻道德天灵宫，供奉的主神为千手观音。

## 建筑景观
万福观音宫拥有一座重达29吨，高度4.5米，圈宽3米的千手观音雕像，是世界上最大的千手观音雕像。